# Simson S50-serie
De Simson S50 is een bromfiets die geproduceerd werd door het Oost-Duitse merk Simson.

## Voorgeschiedenis
Simson had aanvankelijk wapens, fietsen, automobielen, motorfietsen en kinderwagens geproduceerd. Na de Tweede Wereldoorlog kwam het in de Sovjet-bezettingszone in Duitsland te liggen. Na de oprichting van de Duitse Democratische Republiek was het een Volkseigener Betrieb geworden en richtte het zich naar de Oost-Duitse Planeconomie. Omdat er in de DDR grote behoefte was aan betaalbare transportmiddelen was men al in 1955 begonnen met de productie van de SR1 bromfietsen. In 1958 verscheen Simson KR50 scooter die in 1964 werd opgevolgd door de KR 51 "Schwalbe" (zwaluw), een scooter die als eerste een vogelnaam droeg. In hetzelfde jaar verschenen ook een aantal zwaardere "schakelbrommers", die ook allemaal een vogelnaam kregen, de Simson SR4-serie waartoe de Spatz (mus), de Star (spreeuw), de Sperber (sperwer) en de Habicht (havik) hoorden. Halverwege de jaren zeventig waren deze modellen dermate ouderwets geworden dat ze - met name in het Westen - niet meer te verkopen waren. 

## S50
De S50 maakte een einde aan de "vogelserie", en was ten opzichte van die serie behoorlijk modern en sportief ontworpen. Daarmee sprak de machine de jeugd in de DDR heel wat meer aan dan zijn voorgangers. De motor was een doorontwikkeling van die van de SR4-2 Spatz, de M53/1KF. In de S50 heette hij M53/2KF. De motor had nu rijwindkoeling, een andere motorophanging en uiteraard het naaldlager in het bovenste drijfstanglager, een wijziging die al in 1974 bij de "Schwalbe" was doorgevoerd. Het ruggengraatframe was nieuw en werd nog bij opvolgde modellen tot in 2002 gebruikt. De actieradius bedroeg, zelfs met twee personen, ca. 300 km (volgens een andere bron bij een verbruik van 1:50 zelfs 475 km). De wielen en de remmen stamden nog van de "vogels". In de loop van de tijd werden een groot aantal accessoires leverbaar, van een eenvoudig schootskleed tot beenschilden en een kofferrek. Daar aan konden de ook door MZ gebruikte zijkoffers gemonteerd worden, die door bandfabrikant Pneumant gemaakt werden. Klanten binnen de DDR (en dat waren de meesten) kregen wel problemen door de matige kwaliteit van de gebruikte materialen. Vooral de ontsteking en de lagers veroorzaakten problemen. Ook de aandrijfketting sleet vrij snel. Opvallend is dat met het verschijnen van de S50 de vierversnellingsmotoren voorlopig verdwenen, maar deze serie had wél voetschakeling. De S50 werd in vier varianten geleverd: 
- De S50N en de S50B kwamen allebei in 1975 op de markt. De "N" was de basis ("Normal") uitvoering, uitgevoerd zonder contactslot en richtingaanwijzers en met een vrij eenvoudige elektrische installatie met een ingebouwde bobine. De duovoetsteunen waren rechtstreeks aan de swingarm bevestigd, een goedkope constructie die minder comfortabel voor de passagier was omdat de voeten met de verende achtervork meetrilden. De S50N was door het ontbreken van alle "luxe" wel wat lichter dan alle "B" modellen.
- De S50B had een contactslot en vier richtingaanwijzers ("Blinker"), die nu niet meer op het einde van het stuur zaten, maar op de voorvork en het achterspatbord. De S50B1 en de S50B2 verschenen allebei in 1976, en vervingen de "B".
- De S50B1 was weer iets luxer dan de "B", met een signaallicht en een sterkere elektrische installatie, waardoor ook parkeerlicht en een 25 W/25W koplamp gebruikt konden worden.
- De S50B2 had zelfs elektronische ontsteking en een 35W/35W koplamp. Vanaf 1978 kregen alle modellen een plattere tank. Ze gingen allemaal in 1980 uit productie.

##### Technische gegevens Simson S50-serie
| Simson               | S50N                 | S50B                 | S50B1                | S50B2                |
| -------------------- | -------------------- | -------------------- | -------------------- | -------------------- |
| Periode              | 1975-1980            | 1975-1976            | 1976-1980            | 1976-1980            |
| Productieaantal      | 68.300               | 81.400               | 287.400              | 125.000              |
| Motor                | M53/2KF              | M53/2KF              | M53/21KF             | M53/20KF             |
| Motor type           | eencilinder tweetakt | eencilinder tweetakt | eencilinder tweetakt | eencilinder tweetakt |
| Koeling              | rijwind              | rijwind              | rijwind              | rijwind              |
| boring in mm         | 40                   | 40                   | 40                   | 40                   |
| slag in mm           | 39,5                 | 39,5                 | 39,5                 | 39,5                 |
| Cilinderinhoud in cc | 49,6                 | 49,6                 | 49,6                 | 49,6                 |
| Compressieverhouding | niet bekend          | niet bekend          | niet bekend          | niet bekend          |
| Max. Vermogen in pk  | 3,6 bij 5.500 tpm    | 3,6 bij 5.500 tpm    | 3,6 bij 5.500 tpm    | 3,6 bij 5.500 tpm    |
| Topsnelheid in km/h  | 60                   | 60                   | 60                   | 60                   |
| Versnellingen        | 3 voetgeschakeld     | 3 voetgeschakeld     | 3 voetgeschakeld     | 3 voetgeschakeld     |
| Gewicht in kg        | 75                   | 78,5                 | 78,5                 | 78,5                 |